# Otto Ulitz

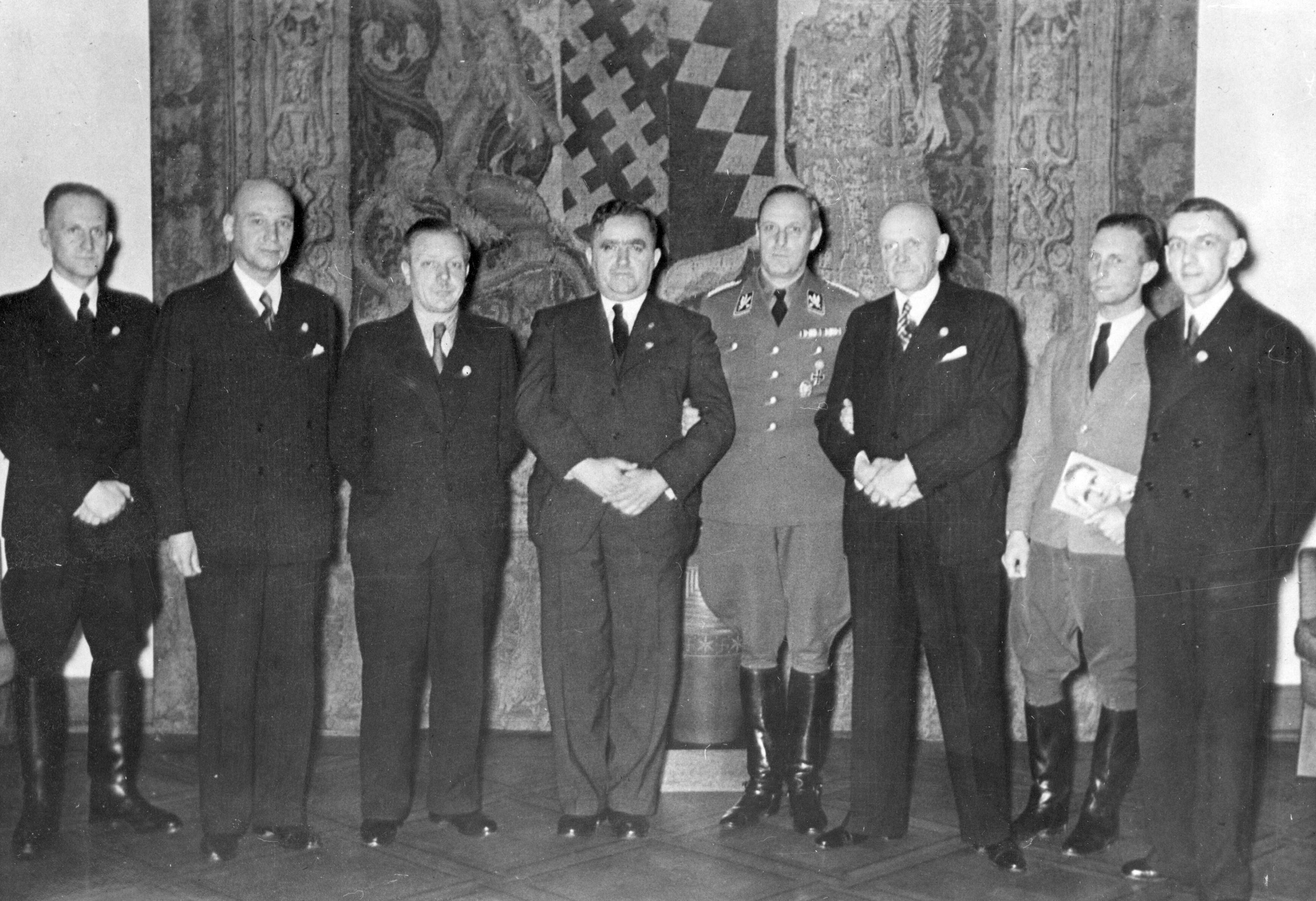
Grupa volksdeutschów z Polski po otrzymaniu z rąk Adolfa Hitlera honorowych odznak. Od lewej: Ludwig Wolff z Łodzi, Otto Ulitz z Katowic, gauleiter Josef Wagner z Wrocławia, burmistrz Rudolf Wiesner z Bielska-Białej, obergruppenfuhrer Werner Lorenz, senator Erwin Hasbach z Ciechocinka, baron Gero von Gersdorff z Wielkopolski, Weiss z Jarocina.

Otto Ulitz (ur. 27 września 1885 w Kempten (Allgäu) w Bawarii, zm. 22 października 1972 w Borgholzhausen w RFN) – niemiecki działacz mniejszości narodowej w II Rzeczypospolitej, poseł na Sejm Śląski I i III kadencji w II RP. Po wojnie aktywista ziomkostw niemieckich w Niemczech.

## Życiorys
Był synem Dolnoślązaka (Wrocławianina) i Bawarki.
W latach 1902–1920 pracował w pruskiej policji, a w latach 1918−1920 był członkiem Komitetu Plebiscytowego na Górnym Śląsku.
Sprawował mandat posła na Sejm Śląski I i III kadencji (1922−1929 i 1930-1935) z ramienia Deutsche Partei. W okresie międzywojennym (1922–1939) był prezesem Volksbundu na Górnym Śląsku.
Od 1921 organizator, do 1936 sekretarz generalny, a następnie prezes Niemieckiego Związku Ludowego. Prowadził aktywną działalność antypolską (dwukrotnie oskarżony, procesy 1929, 1930) oraz szpiegowską (przekazywał informacje za pomocą placówek konsulatu niemieckiego w Katowicach). W 1932 otrzymał tytuł doktora honoris causa Uniwersytetu Wrocławskiego za „umacnianie niemczyzny na Górnym Śląsku”.
Po 1933 związany z nazizmem. Po zajęciu ziem polskich przez III Rzeszę, od 1 listopada 1939 szef wydziału spraw szkolnych i wyznaniowych w rejencji katowickiej, przeprowadził germanizację szkolnictwa.
Współpracował z gestapo w Katowicach, m.in. opracował listę 4,5 tys. polskich działaczy niepodległościowych na Górnym Śląsku przeznaczonych do aresztowań oraz wykaz polskich duchownych i nauczycieli. Od lutego 1941 radca ministerialny w Ministerstwie Spraw Wewnętrznych III Rzeszy. (zob. też. Sonderfahndungsbuch Polen)

## Po wojnie
W 1946 aresztowany przez władze radzieckie i skazany na 10 lat więzienia. Zwolniony w 1952, wyjechał do Niemiec. 1959-1961 przewodniczący Komisji Ogólnoniemieckiej Związku Wypędzonych. Odznaczony Żelaznym Krzyżem I i II klasy oraz Złotą Odznaką NSDAP. W latach 1960–1964 prezes Ziomkostwa Górnoślązaków w RFN.
Bratem Ottona był Arnold Ulitz, pisarz i poeta niemiecki.